# Bojary Rożyńskie
Bojary Rożyńskie – dawniej wieś, obecnie część Bojar na Białorusi, w obwodzie mińskim, w rejonie wilejskim, w sielsowiecie Ilia.

## Historia
W czasach zaborów wieś w gminie Wiazyń, w powiecie wilejskim, w guberni wileńskiej Imperium Rosyjskiego.
W latach 1921–1945 wieś leżała w Polsce, w województwie wileńskim, w powiecie wilejskim, w gminie Wiazyń.
Według Powszechnego Spisu Ludności z 1921 roku zamieszkiwało tu 61 osób, 1 była wyznania rzymskokatolickiego a 60 prawosławnego. Jednocześnie 6 mieszkańców zadeklarowało polską, 55 białoruską przynależność narodową. Było tu 16 budynków mieszkalnych. W 1931 w 12 domach zamieszkiwały 74 osoby.
Wierni należeli do parafii prawosławnej w Wiazyniu. Miejscowość podlegała pod Sąd Grodzki w Ilii i Okręgowy w Wilnie; właściwy urząd pocztowy mieścił się w Wiazyniu.
W wyniku napaści ZSRR na Polskę we wrześniu 1939 miejscowość znalazła się pod okupacją sowiecką. 2 listopada została włączona do Białoruskiej SRR. Od czerwca 1941 roku pod okupacją niemiecką. W 1944 miejscowość została ponownie zajęta przez wojska sowieckie i włączona do Białoruskiej SRR.